# Banco de Venezuela
Banco de Venezuela (abbreviato: BDV) è una banca internazionale con sede a Caracas.  Fu fondata il 2 settembre 1890, sotto capitale pubblico nazionale, passò in mano agli spagnoli nel 1996 quando fu venduta dal governo di Rafael Caldera al Gruppo Santander. È stata leader del mercato venezuelano fino al 2007, ma alla fine di quell'anno è scesa al terzo posto. I suoi principali concorrenti erano Banesco, Banco Mercantil e BBVA Banco Provincial. Successivamente, il 3 luglio 2009, fu venduta allo Stato venezuelano presieduto da Hugo Chávez, mantenendo il nome di Banco de Venezuela. In seguito, dopo la fusione con Mi Casa EAP e le politiche di crescita ed espansione dell'istituto, è ritornata al primo posto. 

## Storia

### XIX secolo
La banca fu fondata nel 1883 come Banco Comercial; il 2 settembre 1890 cambiò nome in Banco de Venezuela. La banca funzionava principalmente per i prestiti al governo e aveva anche la funzione di riscossione delle tasse da parte dello Stato. Nel 1920, con una legge nazionale, le fu concesso il diritto di non pagare alcuna tassa o di versare alcun contributo all'erario nazionale in virtù della sua funzione di riscossione delle imposte nazionali. In quell'anno era già riuscita a creare filiali in circa 10 città del interno del paese. In assenza di una banca centrale, la Banca del Venezuela viene scelta insieme ad altri 5 istituti per emettere moneta cartacea (bolivar) fino alla promulgazione della legge che stabilirà la creazione della Banca Centrale del Venezuela che entrerà in funzione nel 1940.

### XX secolo
Nel 1976, il Banco de Venezuela inaugurò la sua centesima sede e un anno dopo aprì una filiale a New York e prima degli anni '80 aveva già un'agenzia a Curaçao. Nel 1978 introdusse sul mercato il servizio clienti 24 ore su 24, le carte di credito e i punti vendita. Nel 1981 la rapida crescita dell'istituto divenne evidente con la fondazione del Banco de Venezuela Internacional per offrire maggiori servizi fuori dai confini e nel 1984 inaugurò la sua nuova sede nel centro di Caracas, in Av. Universidad, angolo con Sociedad.
Nel 1994, a causa della crisi bancaria che aveva portato alla perdita di solidità dell'istituto, intervenne lo Stato assumendone il controllo e salvandola con 294 milioni di dollari.  Nel 1996 fu messa all'asta. Il gruppo spagnolo Santander rilevò oltre il 93% delle azioni.

### 21º secolo
Il 6 ottobre 2000, il Banco de Venezuela/Grupo Santander acquisì la quota di maggioranza del Banco Caracas, anch'esso fondato nel 1890. Con la fusione di entrambi gli istituti il 17 maggio 2002, diventò la più grande banca del paese.

### Nazionalizzazione
Nel giugno 2008, iniziarono i colloqui con la Western Discount Bank (BOD) per assorbire la partecipazione del Gruppo Santander in Venezuela, creando la prima banca in quel paese. Tuttavia, il governo venezuelano impedì l'acquisizione e il 31 luglio di quell'anno il presidente Hugo Chávez annunciò alla televisione nazionale che la banca sarebbe stata nazionalizzata. Il 22 maggio 2009 è stato firmato l'accordo di acquisto tra il governo venezuelano e il gruppo Santander per un importo di 1,050 miliardi di dollari. Il 3 luglio 2009 la Banca de Venezuela venne gestita al 50% dal governo venezuelano.
Dalla sua nazionalizzazione, tra giugno 2009 e marzo 2011, la banca è cresciuta di oltre un milione di clienti, passando da 3.310.000 a 4.427.000 clienti. Sempre nello stesso periodo, i crediti per l’acquisto di abitazioni sono aumentati del 275,4%, passando da 582 milioni di bolivar nel giugno 2009 a un totale di 2.185 milioni di bolivar registrati nel gennaio 2011.
Il 27 settembre 2021 José Javier Morales si dimette dalla carica di presidente della banca e al suo posto subentra di Román Maniglia, figlio di Orlando Maniglia e Carmen Meléndez. La partenza di Morales è avvenuta pochi giorni dopo il collasso del servizio digitale della banca, il 15 dicembre 2021, lasciando gli utenti senza accesso ai propri conti per più di 100 ore.
Il 10 giugno 2022, la Vice Presidente del Venezuela, Delcy Rodríguez, ha annunciato la decisione dell'Esecutivo Nazionale sull'offerta pubblica tra il 5 e il 10% delle azioni della Banca de Venezuela, la stessa azione annunciata nel maggio dello stesso anno da parte del Presidente della Repubblica, Nicolás Maduro, con le società statali CANTV e movilnet.